# Apterygida
Kikutnica (Apterygida) – rodzaj skorków z rodziny skorkowatych i podrodziny Forficulinae.
Owady z tego rodzaju posiadają stosunkowo krępe, wysmukłe i owłosione ciało, przypominające przedstawicieli rodzaju Forficula. Głowa jest wyposażona w 12-członowe czułki, a przedplecze prawie kwadratowe. Pokrywy są dobrze wykształcone lub skrócone. Tylna para skrzydeł może być skrócona, schowana lub całkiem zanikła. Słabo rozszerzone lub wcale nierozszerzone, wysmukłe przysadki odwłokowe (szczypce) u samca są dodatkowo ząbkowane po stronie wewnętrznej}.
Rodzaj ten wprowadzony został w 1840 roku przez Johna O. Westwooda. Należą doń 3 opisane gatunki:
- Apterygida media (Hagenbach, 1822) – kikutnica żółta
- Apterygida tuberculosa Shiraki, 1905
- Apterygida tumida Shiraki, 1928

Przedstawiciele rodzaju zamieszkują krainę palearktyczną oraz Tajwan. W Europie stwierdzono tylko kikutnicę żółtą, występującą również w Polsce.